# Amílcar Cabral
Amílcar Lopes Cabral (12. září 1924 – 20. ledna 1973) byl guinejo-bissauský a kapverdský zemědělský inženýr, politický aktivista a diplomat. Byl jedním z nejvýznamnějších afrických protikoloniálních vůdců. Byl také panafrikanistou, marxistou a nacionalistickým revolučním básníkem.
Vedl nacionalistické hnutí Guinea-Bissau a Kapverd. Byl lídrem následné války za nezávislost v Guineji-Bissau.

## Život
Narodil se 12. září 1924 ve městě Bafatá. Jeho rodiče byli z kapverdského ostrova Santiago. Otec pocházel z bohaté rodiny, matka byla majitelkou obchodu a zaměstnankyní hotelu. V roce 1929 se s Amílcarovým otcem rozešla. Nebyla v dobré finanční situaci, a proto nemohla pokračovat ve studiu na vysoké škole.

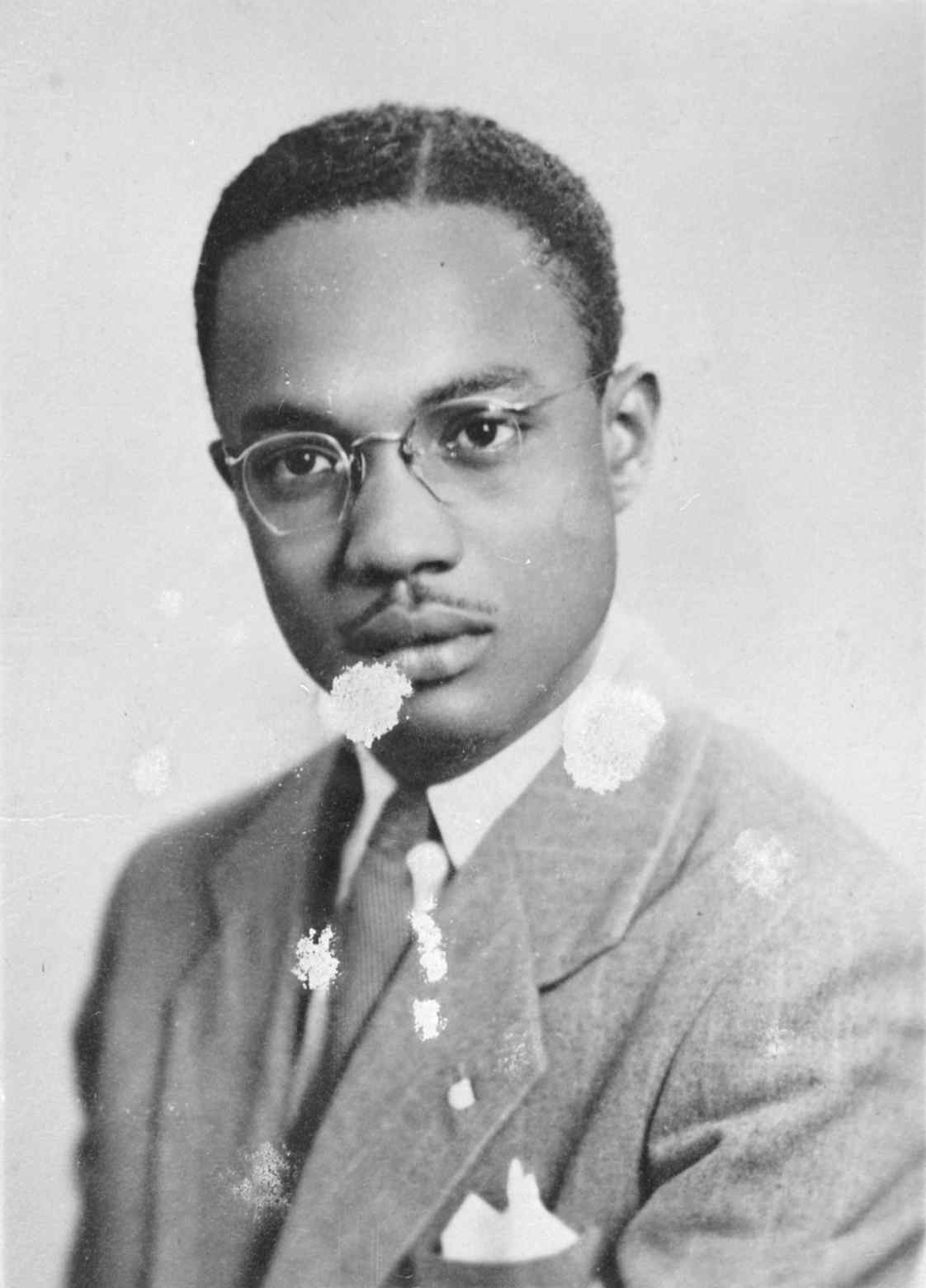
Amílcar Cabral v roce 1948

Amílcar Cabral vystudoval střední školu Liceu Gil Eanes ve městě Mindelo na Kapverdách. Později se vzdělával na Instituto Superior de Agronomia v portugalském Lisabonu. Během studia agronomie založil studentské hnutí, které se věnovalo odporu proti vládnoucí portugalské diktatuře a prosazovalo věc nezávislosti portugalských kolonií v Africe.
V roce 1953 se vrátil do Portugalské Guineji, kde pracoval v zemědělství. Během cest urazil více než 60 000 kilometrů. To mu umožnilo se dobře seznámit s lidmi v zemi. a pomohlo v budoucí partyzánské válce, kterou později vedl. Do Afriky se vrátil v 50. letech a významně se podílel na prosazování nezávislosti tehdejších portugalských kolonií. V roce 1956 založil organizaci PAIGC. V témže roce byl spolu s Agostinhem Netem jedním ze zakládajících členů Movimento Popular Libertação de Angola (MPLA). Na založení se podílelo několik angolských nacionalistů. Kromě toho byl agentem československé Státní bezpečnosti (StB). Veden byl pod krycím jménem „sekretář“.

### Boj za nezávislost

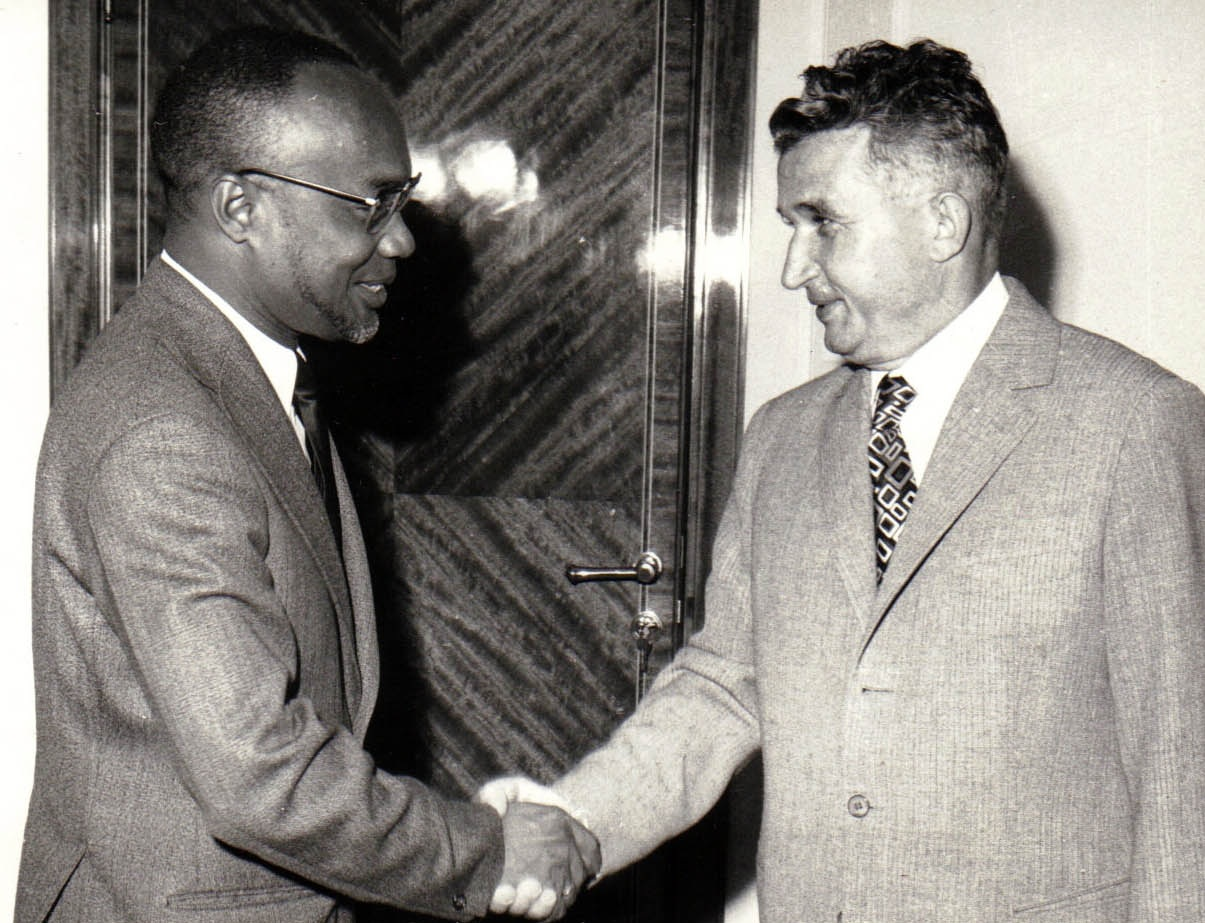
Amílcar Cabral a Nicolae Ceaușescu

Od roku 1963 až do svého zavraždění v roce 1973 vedl partyzánské hnutí PAIGC proti portugalské vládě v Guineji. Z partyzánství se stala jedna z nejúspěšnějších válek za nezávislost v moderních afrických dějinách. Cílem konfliktu bylo dosáhnout nezávislosti jak Portugalské Guineje, tak Kapverdských ostrovů. Když hnutí získalo nadvládu nad Portugalci, tak se stal faktickým vůdcem velké části území.
V rámci příprav na válku zřídil se svolením Kwameho Nkrumaha výcvikové tábory v Ghaně. Často své poručíky učil hovořit a promlouvat k lidem. To pomohlo mobilizovat guinejské tradiční vůdce k podpoře PAIGC. Svým vojákům nařídil, aby místní zemědělce naučili lepším zemědělským technikám. Uvědomoval si, že své vojsko potřebuje nakrmit a zajistit do budoucna. Když vojáci nebojovali, obdělávali a orali pole společně s místním obyvatelstvem.
Stát během jeho teoretické vlády otřásly stát prospěšné reformy. Zřídil pojízdné nemocnice, třídicí stanice a vojákům zajistil lékařskou péči a kvalitní životní péči širšímu obyvatelstvu.

### Atentát na Cabrala
Dne 20. ledna 1973 byl zastřelen ve městě Konakry, tedy asi osm měsíců před jednostranným vyhlášením nezávislosti Guineje-Bissau. Byl hluboce ovlivněn marxismem a stal se inspirací pro revoluční socialisty a hnutí za národní nezávislost po celém světě. Společně s ním byl zastřelen i další člen organizace PAIGC. V době smrti mu bylo 48 let.

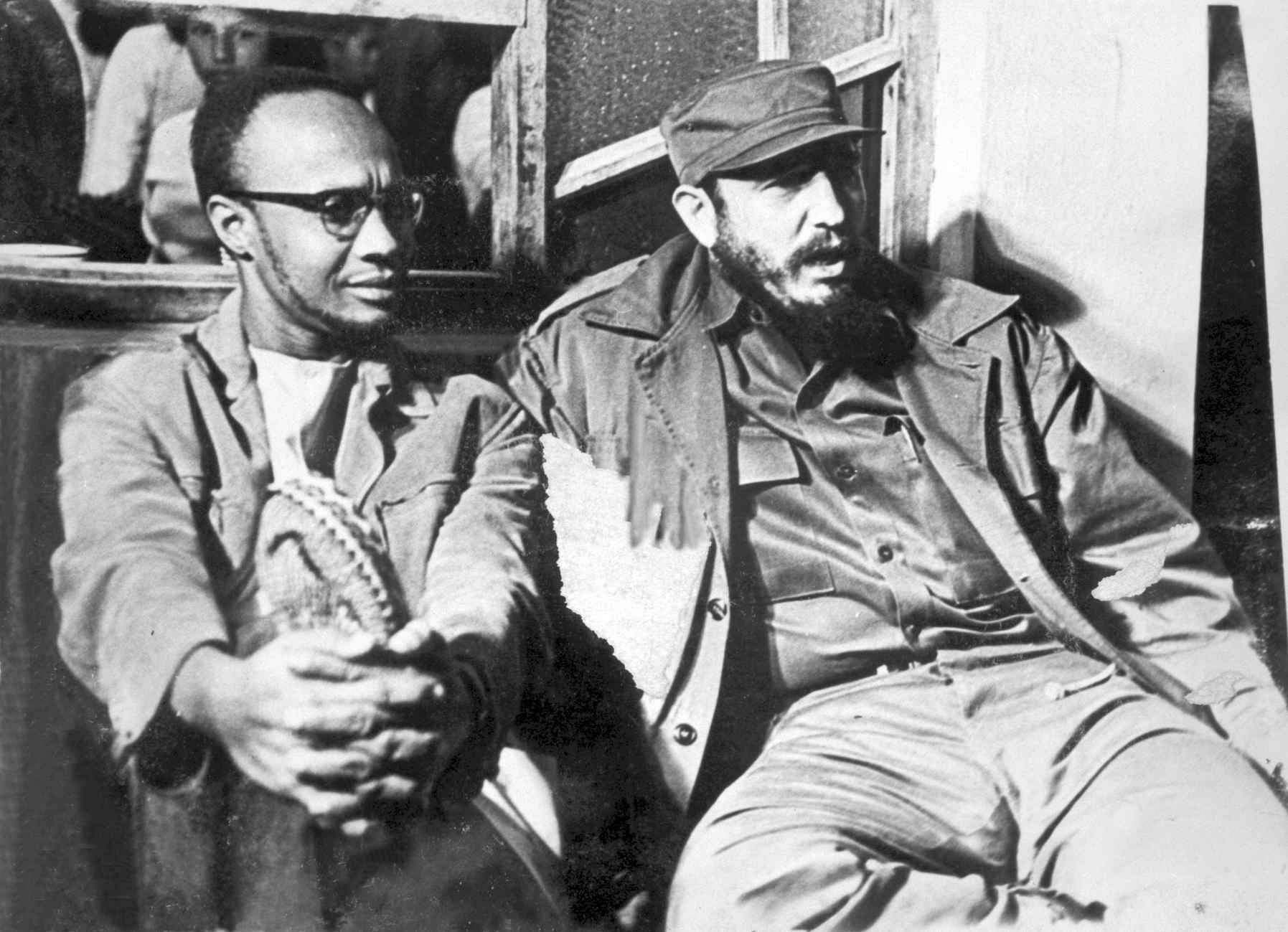
Amílcar Cabral a Fidel Castro v roce 1966

### Dopady atentátu a ohlasy ze světa
Světem kolovalo několik teorií týkající se jeho smrti. Podle některých neměl být zavražděn, ale pouze vězněn. Další teorii uvádí, že celý atentát měl zosnovat politik Ahmed Sékou Touré.
Podle některých vojáků za atentátem stál jeho bratr Luís Cabral.
Poklonu mu učinilo několik státních lídru. Mezi ně patřil i Fidel Castro a William Tolbert.

## V kultuře
Objevil se v dokumentu Sans Soleil. V roce 2000 byl o něm natočen dokument Amílcar Cabral. Velmi oceňován byl i dokumentární film Cabralista.
Je po něm pojmenované letiště na kapverdském ostrově Sal.